# Castletown House
Castletown House è il nome di un edificio storico situato a Celbridge, nella contea di Kildare, in Irlanda.
Considerata la più bella casa di campagna Palladiana d'Irlanda, è un'imponente costruzione costruita nel 1772 per William Conolly, lo speaker della House of Commons irlandese. L'edificio costituisce la parte centrale di una proprietà complessiva di 550 acri (2,23 km²), venduta nel 1965 ad alcuni costruttori, è ora in parte proprietà statale e in parte privata.
La dimora e 120 acri (0,49 km²) della proprietà sono sotto la tutela governativa, parte delle terre invece sono ora occupate da costruzioni moderne.

## Storia
Il blocco principale fu progettato dall'architetto italiano Alessandro Galilei, le ali furono aggiunte da Edward Lovett Pearce nel 1724  e l'intera costruzione fu pagata con soldi che la famiglia Conolly aveva acquisito attraverso la vendita di terre in altri luoghi d'Irlanda. Più tardi Conolly fu ricordato come la persona più benestante della contea anche se la sua famiglia rifiutò di prendere un titolo nobiliare, ed era orgoglioso di essere "il più ricco borghese d'Irlanda". Conolly veniva dalla contea di Leitrim dove il cognome dei suoi antenati era O'Conghaile.
La casa fu ereditata da Tom Conolly nel 1758 e le decorazioni interne furono fatte completare dalla moglie Lady Louisa (pronipote di Carlo II e Louise de Keroualle) tra il 1760 e il 1770. Lady Louisa era cresciuta nella Carton House, una proprietà a nord-est di Castletown House. Molti dei lavori all'interno furono tratti dai progetti di William Chambers. Ella realizzò anche lavori importanti sui terreni, tra cui i percorsi attraverso il bosco che sono ancora praticabili. Nel tempo molti canali sono stati danneggiati e alcuni sentieri sono spesso inondati. Lo schema di drenaggio del bosco è ingegnoso e crea dei sentieri percorribili in terreni che si trovano sotto il livello dell'acqua.  non impedendo la formazione di secche sulle passeggiate sotto il livello dell'acqua. Le barriere Ha-ha fanno parte di questa intricata rete.
La famiglia Conolly continuò a vivere nella casa degli avi, ultimamente come ramo dei Conolly-Carews, fino al 1965, quando fu venduta con tutte le sue collezioni e terre, alcune delle quali furono edificate, anche se con alcuni elementi della proprietà originale fra le nuove costruzioni.
Nel 1967 l'edificio fu acquistato nel 1967 da Desmond Guinness, fu uno dei principali risultato della Irish Georgian Society, l'organizzazione che si occupa della tutela dei beni architettonici di quell'epoca, l'edificio passò all'appena fondata "Castletown Foundation".
La proprietà fu invece suddivisa e venduta in parti, 120 acri (0,49 km²) rimasero come corte attorno alla casa, alcune parti mantenute privatamente da Desmond Guinness, la parte di bosco Crodaun Woods venne invece venduta ad un ente statale irlandese di sfruttamento delle risorse boschive chiamato Coillte e circa 25 acri (0,1 km²) furono acquistati nel tempo dalla municipalità di Kildare.
La maggior parte del nucleo della proprietà rimane come bosco o spazio verde ma su una parte dei terreni a sud-ovest fu realizzata una controversa iniziativa immobiliare chiamata Castletown Estate che si estese fino ai pressi della dimora e comprese il giardino chiuso e il frutteto (di cui rimangono le cinta), che andarono così persi. In seguito a negoziati fra il costruttore Janus Securities e la Irish Georgian Society alcune altre realizzazioni come il gazebo, la Steward's House e il tempietto, furono mantenuti.
A fronte delle difficoltà finanziarie la Castletown Foundation, nel 1994, trasferì la proprietà all'Office of Public Works. che proseguì i programmi di restauro e manutenzione dell'edificio.
Nonostante le normative tutelino l'edificio e alcune installazioni comprese nella proprietà, almeno una delle più importanti, il gazebo, fu parzialmente demolita senza permessi nel 2007. Al costruttore coinvolto fu recapitata una notifica di procedimento esecutivo, in attesa di ulteriori procedimenti.
Mick O'Shea, l'ex coach di St. Patricks Athletic e attuale coach dei portieri del Kerry è l'attuale custode di Castletown House.
Castletown House ha aperto le porte attraverso l'Ufficio dei Lavori Pubblici a varie organizzazioni accademiche e artistiche. La prima ad aver preso residenza a Castletown House nel 2007 fu  The Performance Corporation., una compagnia teatrale irlandese, che ospita un programma annuale internazionale, il  SPACE Programme. URL consultato il 31 gennaio 2011 (archiviato dall'url originale il 9 febbraio 2011)..

## Interni
Al piano nobile c'è una serie di grandi sale di ricevimento tipiche dell'inizio del XVIII secolo. L'accesso alla dimora avviene salendo una gradinata esterna prima di entrare in una grande Hall stuccata e dorata e che ospita ritratti di famiglia. A sinistra c'è la sala da pranzo che fu ricavata da due stanze più piccole. A destra della hall c'è la grande gradinata, fatta di Pietra Portland sbalzata.
Di seguito c'è il Salotto Verde altrimenti noto come salone in relazione alla sua posizione nel palazzo. Era questo il locale che la famiglia usava per ricevere i suoi ospiti prima di accedere al Salotto Rosso, nella parte sinistra della casa.
Un'altra camera affascinante, anche se strana per gli standard odierni, è la sala delle stampe fatta decorare da Lady Louisa e amici, seguendo la moda degli anni 1760, con ritagli delle immagini preferite. Questa sala della parte destra si pensa sia l'unico esempio sopravvissuto del genere dell'Irlanda del tempo.
Proseguendo c'è la Camera da letto Reale, in realtà mai utilizzata dai reali, ma dai vari viceré che facevano base a Dublino. Vi si trovano sedie provenienti da Venezia.
Un altro ambiente di Castletown è infine la Long Gallery, un corridoio lungo 80 ft (24,38 m) decorato in stile neopompeiano da O'Reilly negli anni 1770 in blu, rosso e oro.

### Accesso e diritto di passaggio
L'accesso pedonale è possibile da Celbridge lungo l'ex strada principale alberata. L'accesso con la macchina avviene a nord dietro la junction 6 della N4 / M4, con parcheggio vicino alla casa. Una passeggiata pedonale attraversa il fiume Liffey, e un secondo va dalla casa a Leixlip, passando per il portale disegnato da Batty Langley.